# Liers in Wait
Liers in Wait byla švédská death metalová kapela založená roku 1990 ve švédském městě Göteborg Kristianem Wåhlinem (kytara) a Hansem Nilssonem (bicí) po rozpadu kapely Grotesque.
Za svou existenci vydala pouze jedno EP z roku 1991 nazvané Spiritually Uncontrolled Art (u hudebního vydavatelství Dolores Recordings).

## Diskografie

### EP
- Spiritually Uncontrolled Art (1991)